# Paprotnik zbrojny
Paprotnik zbrojny (Polystichum munitum) – gatunek byliny z rodziny nerecznicowatych. Występuje bardzo licznie w zachodniej części Ameryki Północnej od Alaski, poprzez Kolumbię Brytyjską po Kalifornię (na tym obszarze liczebnością ustępuje wśród paproci tylko orlicy), na izolowanych stanowiskach na meksykańskiej wyspie Guadalupe (tamtejsze populacje bywają zaliczane do Polystichum solitarium Maxon.) oraz w Dakocie Południowej, poza tym naturalizowany w Europie (w Polsce nienotowany). Zasiedla lasy mieszane i iglaste na rzędnych do 2200 m n.p.m. Ma istotne znaczenie jako roślina ozdobna. Walorem są liście pozyskiwane w wielkich ilościach z naturalnych stanowisk.

## Morfologia
LiścieZimozielone, łukowato odgięte, długie do 180 cm (zazwyczaj od 90 do 150 cm). Wyrastają z prosto wzniesionego lub podnoszącego się kłącza. Kępy są gęste, z jednego kłącza może wyrastać do 50 liści. Oś liścia okryta gęsto łuskami, barwy od czerwonobrązowej do czarnej. Ogonek stanowi 1/8 do 1/4 długości całego liścia. Blaszka liściowa pojedynczo pierzasta, w ogólnym zarysie równowąsko-lancetowata. Odcinki pierwszego rzędu, których jest 30 do 50 par, są wąskolancetowate, proste lub wyginające się, niezachodzące na siebie, osiągają do 15 cm długości. Na brzegu odcinki są kolczaste, z ząbkami.
Gatunek podobnyP. imbricans ma szybko opadające łuski na dalszym końcu osi liścia o szerokości poniżej 1 mm. U P. munitum są one trwałe i szersze.

## Systematyka
Analizy cech morfologicznych i elektroforetycznych wskazują na bliskie pokrewieństwo tego gatunku z Polystichum imbricans, podczas gdy analizy DNA chloroplastowego jako najbliższego krewnego wskazują Polystichum acrostichoides. P. munitum jest diplontem, z którego w wyniku poliploidyzacji wyewoluowały takie gatunki jak P. andersonii, P. californicum, P. setigerum i prawdopodobnie także P. scopulinum. Gatunek tworzy mieszańce z: P. setigerum, P. braunii, P. kruckebergii, P. dudleyi i P. lemmonii. 

## Zastosowanie
Wykorzystywany jest jako roślina ozdobna. Wielkie ilości liści pozyskiwane są do ozdoby podczas ceremonii pogrzebowych oraz do wykorzystania w bukieciarstwie. Gatunek należy do najważniejszych pod względem ekonomicznym, pozyskiwanych ze stanu dzikiego w Ameryce Północnej. Schłodzone liście dobrze znoszą transport i są wysyłane m.in. do Europy.